# شیرین آقارضاکاشی
شیرین آقارضاکاشی (معروف به شیرین آقارضا یا شیرین آقاکاشی) (زاده ۱۴ دی ۱۳۳۴ در تهران) بازیگر سینما و تلویزیون اهل ایران است. وی در نقش «عصمت» در فیلم فروشنده به شهرت رسید. او در سریال آنام در نقش تاثیر گذار «گلی» ایفای نقش کرد.

## سینما
- ما همه با هم هستیم
- مارموز
- جاده قدیم
- من، زهره
- آذر
- یک روز بخصوص
- درباره فروشنده
- فروشنده
- روز مبادا
- آهنگ دو نفره
- ملاقات خصوصی

## مجموعه تلویزیونی
- رهایم نکن
- هیئت مدیره
- آنام
- برسر دو راهی
- روز های خوشی و دلخوشی
- دنگ و فنگ روزگار